# ミラックス湖
ミラックス湖（英: Mille Lacs Lake）は、アメリカ合衆国中西部のミネソタ州にある湖である。
州の中部に、セントポールとミネアポリスのツインシティから見て北に位置し、ギャリソン市の近くにある。湖にはネイティブアメリカンのオジブワ（チペワ）族の居留地のミラックスインディアン居留地(Mille Lacs Indian Reservation)がある。
ミラックスとはフランス語で「千の湖」を意味する。面積は536km2で州内ではスペリオル湖に次いで2番目に大きい。周囲には豊かな森林が広がっており、湖と周囲の森林地帯はミラックス・カティオ州立公園(Mille Lacs Kathio State Park)にもなっている。湖にはウォールアイやカワカマスやジャンボスズキやコクチバスなどの豊かな魚が生息しており、フィッシング（釣り）が楽しめる場としても知られており、冬にはアイスフィッシングも楽しめる。釣りの他にも湖でのボートやカヌー、セーリングや森での様々なアウトドアが楽しめる観光地である。
元々、ミラックス湖一帯はアメリカ先住民のダコタ・スー族の居住地で、この湖で釣りやカヌーに乗りながら魚を捕獲したり、湖周囲に広がる森林地帯でシカなどを狩り、農作物ではトウモロコシやワイルドライスなどを耕しながら暮らしていた。1679年にフランス人神父エヌパン（Hennepin）が湖を訪問した際にスー族と接触した。1745年にオジブワ（チペワ）族が移動する際、ミラックス湖のスー族の村にやって来て、スー族と争った。争いに敗れたスー族はこの湖から去り、サウスダコタ州の平原地帯に移動して行った。スー族が湖から去った以降はオジブワ族の居住地となった。